# Петкан Илиев
Петкан Илиев е бивш преподавател и главен асистент в катедра „Икономикс“ на УНСС.

## Биография
Завършил е ВИИ „Карл Маркс“ – специалност „Макроикономика“. Чел е лекции по „Микроикономика“, „Макроикономически анализи“ и „Икономика на публичния сектор“ в УНСС и НБУ. Специализира в Полша (1988), Русия (1989), Минесота, САЩ (1992), Украйна (2000), Франция (2001) и др. Има над петдесет научни публикации на български, руски и английски език и над сто и петдесет публикации в периодичния печат, главно във вестниците „Пари“, „24 часа“ и „168 часа“ по теми свързани с антимонополната политика, защитата на конкуренцията, трудовата емиграция, скритата икономика, контрабандата и корупцията. 
В средата на 2009 г. е арестуван и обвинен за търговия с влияние във връзка с участието му в схеми за купуване на изпити, семестриални заверки срещу заплащане и явяване на кандидат-студентски изпити в УНСС от лица-дубльори на кандидат-студентите. 